# Паркер (Вашингтон)
Паркер (англ. Parker) — переписна місцевість (CDP) в США, в окрузі Якіма штату Вашингтон. Населення — 158 осіб (2020).

## Географія
Паркер розташований за координатами 46°30′8″ пн. ш. 120°28′1″ зх. д. / 46.50222° пн. ш. 120.46694° зх. д. (46.502179, -120.466826).  За даними Бюро перепису населення США в 2010 році переписна місцевість мала площу 0,31 км², уся площа — суходіл.

## Демографія
Згідно з переписом 2010 року, у переписній місцевості мешкали 154 особи в 42 домогосподарствах у складі 33 родин. Густота населення становила 500 осіб/км².  Було 48 помешкань (156/км²).
Расовий склад населення:
| - 60,4 % — білих - 10,4 % — корінних американців - 3,2 % — азіатів - 22,1 % — осіб інших рас |

До двох чи більше рас належало 3,9 %. Частка іспаномовних становила 39,6 % від усіх жителів.
За віковим діапазоном населення розподілялося таким чином: 30,5 % — особи молодші 18 років, 58,5 % — особи у віці 18—64 років, 11,0 % — особи у віці 65 років та старші. Медіана віку мешканця становила 31,3 року. На 100 осіб жіночої статі у переписній місцевості припадало 102,6 чоловіків;  на 100 жінок у віці від 18 років та старших — 118,4 чоловіків також старших 18 років.
За межею бідності перебувало 79,2 % осіб, у тому числі 81,8 % дітей у віці до 18 років та 100,0 % осіб у віці 65 років та старших.
Цивільне працевлаштоване населення становило 23 особи. Основні галузі зайнятості: транспорт — 43,5 %, освіта, охорона здоров'я та соціальна допомога — 34,8 %, виробництво — 21,7 %.